# Melchior Liboà
 (janvier 2017).
Si vous disposez d'ouvrages ou d'articles de référence ou si vous connaissez des sites web de qualité traitant du thème abordé ici, merci de compléter l'article en donnant les références utiles à sa vérifiabilité et en les liant à la section « Notes et références ».
Melchior Liboà est un chanteur de rock-folk français de Thorame Haute . Sa musique associe rock, chanson et poésie. La musique de Melchior est une promenade dans un paysage imprégné de souvenirs de voyage, d'humour noir et de réflexion. Son style est enraciné dans une sorte de passion pour les thèmes qui râpent et les sons de guitare vintage, combinant une sensibilité rock and roll et une écriture convaincante.

## Discographie
- El otro lado" (2000)
- Entre-temps (2001)
- Le monde réel (2003)
- Le plus clair de mon temps je regarde les trains partir sans moi tranquillement installé au café de la gare (2004)
- La nuit nous passera dessus comme un train (2008)
- Quelquefois mes meilleurs amis sont les trains (2009)
- Live @ Mockba (2011)
- L'amour est blessé par les mots des chansons qui portent la folie (2013)
- + (2014)
- La nuit nous passait dessus comme un train, chansons 2008-2015 (livre-CD) (2016)

### Biographie
Après en avoir terminé avec le groupe de rock'n'roll « BARJOLAND », Melchior s'installe près de Manosque (Alpes de Haute Provence), où il enregistre un CD-6 titres dans lequel il joue lui-même tous les instruments : « Entre-temps ». 
Dès lors il se présentera seul sur scène pour jouer ses compositions. Un album autoproduit intitulé « Le Plus Clair De Mon Temps Je Regarde Les Trains Partir Sans Moi Tranquillement Installé à la Terrasse du Café de la Gare » viendra ensuite. 
En mars 2008, Melchior revient avec un nouvel album « La nuit nous passera dessus comme un train ». Un CD à part ; rock dans l'âme, blues dans la chair, neuf dans l'écriture. 
Nonobstant quelques collaborations ponctuelles, il se présente le plus souvent seul sur scène.
En mars 2010 sortira son quatrième CD « quelquefois mes meilleurs amis sont les trains », puis un disque live enregistré à Moscou. En 2011 il s'installe à Lyon.
La musique de Melchior est une promenade dans un paysage imprégné de souvenirs de voyage, d'humour noir et de réflexion. Son style est enraciné dans une sorte de passion pour les thèmes qui râpent et les sons de guitare vintage. Combinant une sensibilité rock and roll, une écriture convaincante, et des arrangements envoûtants, posément en dehors des genres habituels.
« La plupart de mes chansons sont écrites sur la route ou dans des hôtels, explique Melchior. Dans le passé, j'écrivais des récits à la troisième personne sur des personnages louches dans des lieux bizarres, mais cette fois-ci j'ai réalisé que j'étais devenu le sujet de mon écriture.»
Fin 2014 un nouveau CD-5 titres "+" (plus) fait sa sortie.
Parallèlement à son travail de musicien, Melchior Liboà côtoie le monde de la poésie. Il fait partie du collectif lyonnais Le syndicat des poètes qui vont mourir un jour.
En 2016 les Éditions du Pédalo Ivre publient un livre-CD regroupant les textes et les chansons de la période 2008-2015 "La nuit nous passait dessus comme un train".
Melchior vit désormais à Nice.
En janvier 2017 paraît son premier recueil de nouvelles "les moyens du bord" (Ed. No-nobstant), et en janvier 2019 un roman autobiographique "des clous dans les ornières"  (Ed. Mono-Tone).
Un roman intitulé "un beau soleil doré brillait au-dessus de nos têtes" (Ed. Mono-Tone), une intrigue située à la fin des années 60 dans le sud des Etats-Unis paraît en 2020.